# Oliver Bozanic
Oliver John Bozanic (* 8. Januar 1989 in Sydney) ist ein australischer Fußballspieler. Er steht bei den Central Coast Mariners in der A-League unter Vertrag. Sein Vater Vic Bozanic war Anfang der 1980er-Jahre australischer Fußballnationalspieler.

## Vereinskarriere
Bozanic kam zu seinen ersten Einsätzen im Erwachsenenbereich während des Pre-Season-Cups 2006 für die Central Coast Mariners, erhielt im Anschluss daran aber keinen Profivertrag und wechselte Anfang 2007 zum englischen Klub FC Reading. In seinen ersten beiden Jahren bei Reading spielte er für das Nachwuchs- und Reserveteam, dabei gewann er mit der Reserve 2007 die Gesamtmeisterschaft der Premier Reserve League.
Zwischen Januar und April 2009 spielte er auf Leihbasis in der Conference National für den FC Woking und erzielte dabei in 18 Ligaeinsätzen zwei Tore. Trotz des Erstligaabstiegs von Reading in der Saison 2008/09 und einer Vertragsverlängerung im Sommer 2009, wurde Bozanic für die Hinrunde der Saison 2009/10 an Cheltenham Town in die Football League Two verliehen. Sein dortiger Aufenthalt endete bereits Ende August nach vier Einsätzen wegen einer Knieverletzung, die er bei seinem Stammklub Reading auskurierte.
Ende November 2009 wurde er an Aldershot Town erneut in die League Two verliehen, brach seinen Aufenthalt im April 2010 nach 25 Ligaeinsätzen allerdings vorzeitig ab. Am Saisonende erhielt er kein neues Vertragsangebot von Reading und verließ den Klub nach drei Jahren, ohne je ein Pflichtspiel für das Profiteam absolviert zu haben.
Nur wenige Tage nachdem sein Abschied aus Reading bekannt geworden war, unterzeichnete er einen Zwei-Jahres-Vertrag als Junior-Marquee-Spieler bei den Central Coast Mariners. In der A-League-Saison 2012/13 wurde er mit den Mariners australischer Meister.
Zur Saison 2013/14 wechselte er, mit einem Zweijahresvertrag ausgestattet, in die Schweizer Super League zum FC Luzern. In den ersten vier Saisonspielen erzielte er bereits fünf Tore. Die Hinrunde verlief für Oliver Bozanic, wie auch für das Team, äußerst erfolgreich und man belegte zur Winterpause den 2. Tabellenplatz. Zu Beginn der Rückrunde musste er seine Form finden und starke sowie schwache Leistungen wechselten sich ab.
Er unterschrieb im September 2015 einen Dreijahresvertrag bei Melbourne Victory in der australischen A-League bis Saison Ende 2018.
Im März 2017 wurde Bozanic vom japanischen Verein Ventforet Kofu unter Vertrag genommen. Danach spielte er kurzzeitig beim Melbourne City FC, bevor er im Juni 2018 zu Heart of Midlothian in die Scottish Premiership wechselte.

## Nationalmannschaft
Bozanic gehörte 2006 und 2008 zum australischen Aufgebot bei der U-19-Asienmeisterschaft. Während das Team 2006 im Viertelfinale scheiterte, qualifizierte man sich 2008 durch das Erreichen des Halbfinals für die Junioren-WM 2009 in Ägypten. Die WM-Endrunde im September 2009 verpasste er wegen einer im August erlittenen Knieverletzung.
Im August 2009 wurde er erstmals in die australische A-Nationalmannschaft berufen, kam im anschließenden Freundschaftsspiel gegen Irland aber nicht zum Einsatz. Zu seinem Debüt kam er schließlich über vier Jahre später, als er im Oktober 2013 in einem Freundschaftsspiel gegen Kanada eingewechselt wurde.
An der Fußball-Weltmeisterschaft 2014 in Brasilien kam  er zu zwei Einsätzen gegen die Niederlande und gegen Spanien.